# Cem (rzeka)
Cem (alb. Cemi; serb. Цијевна – Cijevna) – rzeka w północnej Albanii i południowej Czarnogórze, lewy dopływ Moračy w zlewisku Morza Adriatyckiego. Długość – 62,2 km (30,8 km w Albanii), powierzchnia zlewni – 368 km² (238 km² w Albanii), średni przepływ – 25,5 m³/s.
Cemi powstaje na wysokości około 1500 m n.p.m. z połączenia wielu górskich potoków spływających z zachodniej części pasma górskiego Prokletije. Płynie na południowy zachód wąską doliną. Koło wsi Tamarë przybiera swój największy dopływ – górską rzekę Cem i Vuklit. Na granicy albańsko-czarnogórskiej Cem przełamuje się przez ostatni wąwóz i wypływa do kotliny, w której leży Jezioro Szkoderskie. Od południa omija Podgoricę i uchodzi do Moračy koło miasta Golubovci.